# 岡山幸樹
岡山 幸樹（おかやま こうき、1993年〈平成5年〉5月31日 - ）は、日本の俳優、モデル、リポーター。京都府亀岡市出身。

## 略歴
2014年 東京に遊びに来ていた際に表参道にて、ソニーミュージックアーティスツにスカウトされ芸能界デビュー。以降俳優、モデルとして活動を始める。
2016年〜2017年の間はフリーランスとして活動。
2017年 シンフォニアに所属。
2019年1月より朝日放送『おはよう朝日です』の新リポーターとして加入し、レギュラーリポーターとなる。
2020年8月31日 2017年より所属していたシンフォニアを退所した。

## 人物
- 嫌いな食べ物はブロッコリー。
- 京都府亀岡市出身。
- 父、母、兄の4人家族。
- 中学、高校ではバレーボール部に所属し、中高共にキャプテンを務めた。
- 中学生時代に家族には告げずにA-teamの事務所所属オーディションを受け通過したが、最終審査会場が東京であった為断念。
- 2012年4月 龍谷大学法学部法律学科に入学。
- 2016年3月 龍谷大学を卒業。
- ソニーミュージックと涙活委員会のコラボで開催された當山みれいのPVに出演した。
- ｢第1回イケメソコンテスト」でファイナリストとなる。
- 甘いものが好きで参加した「第5回甘党男子コンテスト」でファイナリストになる。
- 顔のコンプレックスが多く、自分に自信が無かった。芸能活動を通してメイクや美容に目覚める[6][7]。

## 出演

### 映画
- 『青空エール』レギュラー生徒役
- 『トリガール!』レギュラー生徒役
- 『Come and Go』社長秘書役
- 『トキ』主演（ssff2021アジア ノミネート＆奨励賞受賞）
- 『西院駅徒歩二分半の天使』主演（No Limit映画祭ノミネート）
- 蜘蛛と縄（監督：綾瀬凛、2025年） - 主演・りゅうや 役[8]

### ドラマ
- 桶狭間 織田信長 覇王の誕生（フジテレビ）
- えにしの記憶～シーズン3～（東京メトロポリタンテレビジョン）- 劇団MHO劇団員役
- オトナ女子（TBS）- 会社員役
- A LIFE〜愛しき人〜（TBS）- 記者役
- Das Traumschiff（ドイツテレビ）
- 花のち晴れ〜花男Next season〜（TBS）- 英徳学園生徒役

### テレビ
- おはよう朝日です（朝日放送） - レギュラーリポーター[4]
- チームベイコム（ベイコム）
- 沿線酒場巡りほろよい紀行（ベイコム） - リポーター
- このLINEどう思う？（毎日放送）
- 第49回NHK上方漫才コンテスト（NHK） - 予告インフォマーシャル主演
- ミヤネのナンバーワン2017（関西テレビ）
- そこまで言って委員会NP（読売テレビ）
- プロポーズ大作戦なにわフィーリングカップル5vs5（大阪チャンネル）
- 雨上がりのAさんの話〜事情通に聞きました〜（朝日放送）
- バスキアタイム（2017年9月20日、J:COM） - ゲスト[9]

### 舞台
- 心は孤独なアトム（2018年2月3日・4日、大阪市立芸術創造館）[10]

### モデル
- Nissen
- ラウンドワン-ROUND1 LIVE
- きものやまと - 2020s/s浴衣モデル
- STmeister
- studio ARC神戸店
- studioTVB 京都店
- 麺・菓・装
- クレールブライダルスタジオ
- スタジオキャラット心斎橋店
- 柳せせらぐクラブフロア時ヲタメ季メデル炭平別邸 季ト時
- 有馬温泉旅館 有馬きらり
- グラフィック・オン・デマンド株式会社 Tシャツトリニティ（2017年）[11]
- ピノキオ写真館 用賀店
- ハカドルーペ
- DOUBLE3

### PV
- TOUMA ｢Here is the START」
- SNAPY ｢Bless」

### CM
- 株式会社エム・システム技研 web CM
- 株式会社エネアーク web CM
- JRAレーシングビュアー
- 777Real webCM
- 防水ソックス キュリオス webCM
- spotify TV CM
- 武田薬品工業 ニコレット web CM
- GYAO!~ギヤ王編~ TV CM
- 株式会社Nojima web CM
- クリエイトソリューソンズ株式会社（テレビ埼玉でのローカルCM）[12]

### MC
- Japan IT Week春 情報セキュリティEXPO（東京ビッグサイト）

### その他
- 令和7年年賀はがきお年玉抽選会（2025年1月20日、JPタワー KITTE） - 中川大志、千原ジュニア、本田望結とともに抽選人として登壇[13]